# Eric McCormack
Eric McCormack, född 18 april 1963 i Toronto, är en kanadensisk-amerikansk skådespelare, tv-producent och författare. Sedan 1999 har han dubbelt medborgarskap, kanadensiskt och amerikanskt. 
Hans mest uppmärksammade roll är den som Will, en homosexuell advokat i tv-serien Will & Grace, som spelades in 1998-2006 för tv-kanalen NBC. Serien nominerades till 16 Emmy Awards och vann flera. McCormack har nominerats tre gånger och vann "Outstanding Lead Actor in a Comedy" 2001.
Han är gift sedan 1997 med Janet Leigh Holden och sedan 2002 har de sonen Finnigan Holden McCormack tillsammans.